# Roberto Gerhard
Pour les articles homonymes, voir Gerhard.
Roberto Gerhard né Robert Gerhard i Ottenwaelder est un compositeur catalan, naturalisé britannique, né le 25 septembre 1896 à Valls, en Catalogne, mort le 5 janvier 1970 à Cambridge, en Angleterre.

## Biographie
Il se forma d'abord à Barcelone où il étudia le piano avec Enrique Granados jusqu'à la mort de ce dernier en 1916. Il étudia ensuite avec Felipe Pedrell à qui il dédia plus tard (1941) l'une de ses symphonies. Il devint ensuite en 1924 le premier et seul élève espagnol de Arnold Schoenberg à Vienne et Berlin. 
De retour en Catalogne, il fut très proche du gouvernement républicain de Catalogne et se trouvait à Paris lors de la prise de Barcelone par les franquistes. Il ne retourna pas dans son pays mais s'établit à Cambridge grâce à une bourse d'études au King's College à partir de 1939. Il enseigna ensuite aux États-Unis en 1960 (Université du Michigan) et 1961 (Berkshire Music Center, Tanglewood) puis revint vivre à Cambridge jusqu'à sa mort en 1970. En Angleterre, Roberto Gerhard gagna sa vie en composant pour la radio et le théâtre. Sa réputation grandissante lui permit de recevoir des commandes importantes, notamment de la part de la BBC. Après sa mort, sa musique sera grandement ignorée jusqu'à ce que des enregistrements et rééditions soient publiés en 1996 pour célébrer le centenaire de sa naissance. Ils ont permis la redécouverte de son œuvre, notamment en Catalogne, où il avait été officiellement ignoré par le franquisme.

## Œuvres principales
- Trio pour violon, violoncelle et piano (1918)
- Quintette à vents (1928)
- Concertino pour orchestre à cordes (1929)
- Ariel, ballet (1934)
- Albada (1936)
- Interludi i Dansa (1936)
- Symphonie "Hommage à Pedrell" (1940-1941)
- Don Quixote, ballet et suite pour orchestre (1940-1949)
- Alegrías, ballet (1942)
- Concerto pour violon (1942-1945)
- Pandora, ballet (1943–1944)
- La Dueña, opéra sur un livret tiré de la pièce de Richard Brinsley Sheridan (1945-1949)
- Capriccio, pour flûte seule (1949)
- 3 Impromptus, pour piano (1950)
- Concerto pour piano et orchestre à cordes (1951)
- Concerto pour clavecin, orchestre à cordes et percussions (1955-1956)
- Nonette  (1956–1957)
- Symphonie no 1 (1951-1953)
- Symphonie no 2 Metamorphoses (1957-1959)
- Symphonie no 3 Collages (1960)
- Symphonie no 4 New York (1966-1967)
- Symphonie no 5 (fragment) (1969)
- Quatuor à cordes no 1 (1950–1955)
- Fantasia pour guitare (1957)
- Quatuor à cordes no 2 (1961–1962)
- Siete Cantares pour voix et guitare (1962), inclus la Fantasia de 1957
- The Plague, cantate pour narrateur, chœur et orchestre, d'après le roman La Peste d'Albert Camus (1963–1964)
- Concerto pour orchestre (1964–1965)
- Epithalamion, pour orchestre (1966)
- Gemini, duo pour violon et piano (1966)
- Libra, sextuor (1968)
- Leo, symphonie de chambre (1969)